# Kompaktní množina
Kompaktní množina, nebo také kompaktní prostor, je taková množina bodů topologického prostoru, že z každého jejího pokrytí otevřenými množinami lze vybrat pokrytí konečné. Tato definice v topologii zobecňuje a formalizuje intuitivní představu konečného objemu.
V Euklidovských prostorech jsou kompaktní množiny právě omezené a uzavřené podmnožiny. Například v množině reálných čísel R je uzavřený interval [0, 1] kompaktní množinou, ale množina celých čísel Z nikoliv (není omezená). Stejně tak polouzavřený interval [0, 1) není kompaktní množinou, protože to není uzavřená množina.
Na metrických prostorech lze ekvivalentně definovat kompaktní množinu pomocí posloupností: kompaktní množina je taková množina, že z každé posloupnosti v této množině lze vybrat posloupnost konvergentní (v této množině), tuto vlastnost nazýváme sekvenciální kompaktnost. Kompaktní množina je na těchto prostorech uzavřená a omezená, (ovšem pozor, opačná implikace obecně neplatí).
V konečnědimenzionálních normovaných vektorových prostorech je množina kompaktní pravě tehdy, když je uzavřená a omezená.
Prostor se označuje jako lokálně kompaktní, existuje-li ke každému jeho bodu kompaktní okolí.

## Ekvivalentní definice pro metrické prostory
- Metrický prostor je kompaktní právě tehdy, když je úplný a totálně omezený.
- Metrický prostor je kompaktní právě tehdy, když pro libovolnou posloupnost {\displaystyle \{F_{n}\}} neprázdných uzavřených množin, splňující {\displaystyle F_{n+1}\subset F_{n}} pro všechna přirozená {\displaystyle n} platí {\displaystyle \cap _{n=1}^{\infty }F_{n}\neq \emptyset }. Viz Cantorova věta o průniku kompaktů.

## Příklady kompaktních množin
- prázdná množina
- libovolný konečný topologický prostor
- Cantorova množina
- pokud a a b jsou reálná čísla, je interval [a, b] kompaktní množinou v množině reálných čísel.
- uzavřená jednotková koule v konečnědimenzionálním normovaném vektorovém prostoru

## Vlastnosti
- Každá spojitá funkce z kompaktního metrického prostoru do prostoru reálných čísel nabývá svého maxima i minima.
- Každá spojitá funkce z kompaktního metrického prostoru do prostoru reálných čísel je omezená.
- Kompaktní podmnožina Hausdorffova prostoru je uzavřená.
- Uzavřená podmnožina kompaktního prostoru je kompaktním prostorem.
- Při spojitém zobrazení je obrazem kompaktní množiny opět kompaktní množina.
- Každá spojitá funkce na kompaktu je stejnoměrně spojitá. Viz Cantorova-Heineova věta.
- Konečné sjednocení kompaktních prostorů je kompaktní.
- Platí Tichonovova věta: kartézský součin libovolné množiny kompaktů je kompaktní (v součinové topologii).
- Kompaktní metrický prostor je separabilní.
- Metrický prostor je kompaktní právě tehdy, když každá posloupnost má konvergentní podposloupnost.
- Nechť {\displaystyle P} je kompaktní metrický prostor, {\displaystyle Q} je metrický prostor a {\displaystyle f:P\to Q} je spojitá bijekce. Potom {\displaystyle f} je homeomorfismus.

## Kompaktní Lieovy grupy
Obzvlášť důležitá je kompaktnost ve studiu Lieových grup a jejich reprezentací. Platí pro ně řada důležitých vlastností a reprezentace obecných Lieových grup se často konstruují pomocí reprezentací kompaktních podgrup.
- Klasifikace kompaktních Lieových grup je známá (jsou to právě kompaktní formy komplexních polojednoduchých Lieových grup, případně jejich konečná nakrytí a součiny s kružnicí).
- Na kompaktní grupě vždy existuje konečná invariantní míra, tzv. Haarova míra, díky které je možné na kompaktních grupách zavést integrování.
- Všechny ireducibilní reprezentace kompaktní Lieovy grupy jsou konečněrozměrné a unitarizovatelné
- Každá reprezentace kompaktní Lieovy grupy se rozpadá na direktní součet konečně rozměrných reprezentací
- Maticové koeficienty těchto reprezentací tvoří ortonormální bázi {\displaystyle L^{2}}-funkcí na dané grupě, což umožňuje zobecnit harmonickou analýzu na nekomutativní kompaktní grupy (viz též Peter-Weylova věta).

## Kompaktní variety
Klasifikace obecných souvislých kompaktních variet není známa. Kompaktní varieta v dimenzi 1 je pouze kružnice. V dimenzi 2 jsou to orientovatelné anebo neorientovatelné plochy charakterizované navíc jedním přirozeným číslem (genus). V dimenzi 3 byla v roce 2002 dokázána tzv. Poincarého hypotéza: každá kompaktní jednoduše souvislá 3-varieta je homeomorfní 3-sféře.